# Mandurama
Mandurama är en ort i Australien. Den ligger i kommunen Blayney och delstaten New South Wales, i den sydöstra delen av landet, omkring 200 kilometer väster om delstatshuvudstaden Sydney. Antalet invånare är 379.
Trakten runt Mandurama är nära nog obefolkad, med mindre än två invånare per kvadratkilometer.. Närmaste större samhälle är Carcoar, nära Mandurama.
Trakten runt Mandurama består till största delen av jordbruksmark. Genomsnittlig årsnederbörd är 864 millimeter. Den regnigaste månaden är februari, med i genomsnitt 162 mm nederbörd, och den torraste är oktober, med 40 mm nederbörd.